# 拉脫維亞伊斯蘭教
拉脫維亞的穆斯林第一次被記錄是十九世纪，多数是土耳其人與韃靼人。大多數是十九世纪中葉克里米亞戰争與和1877年的俄土戰爭的土耳其戰俘。
百多個土耳其人中三十個因不適應波羅的海惡劣氣候被凍死。现在全國穆斯林總人口大概二千個。

## 20世紀
1902年，第一個政府認可的穆斯林組織成立。第一個穆斯林組織領袖是大衛多夫，拉脫維亞的穆斯林多数是逃避兵役的俄羅斯穆斯林，徵兵令一出多数離開莫斯科。
在創建的蘇聯內戰中，許多難民進入拉脫維亞，包括各民族的穆斯林。他們被拉脫維亞人稱為為土耳其人。